# Acomys chudeaui
Acomys chudeaui is een knaagdier uit het geslacht der stekelmuizen (Acomys) dat voorkomt in Midden-Marokko en West-Mauritanië. Deze soort behoort tot het ondergeslacht Acomys en is daarbinnen verwant aan de Egyptische stekelmuis (A. cahirinus) en dergelijke soorten. A. chudeaui wordt vooral gekenmerkt door zijn karyotype (2n=40), maar verschilt ook morfologisch van andere soorten. Net als zoveel andere soorten is ook A. chudeaui vroeger in de Egyptische stekelmuis geplaatst.